# Caleta Poyo
La Caleta Poyo o simplemente Poyo se encuentra situada al norte de la Península de Comau, esta localidad es parte integrante de la comuna de Chaitén en la Provincia de Palena, Región de Los Lagos, Chile.
Esta localidad cuenta con conexión por tierra a través de camino que bordea el sector norte de la Península y que la comunica con la localidad de Ayacara.  
También por mar de Caleta pichicolo a través de una lancha subvencionada por el Estado lancha Doña Alicia.
Esta caleta cuenta con conectividad aérea directa a través del Aeródromo de Poyo situado junto al poblado.